# Снежана Михайлова
Снежана Михайлова е българска баскетболистка.

## Биография
Родена е на 29 януари 1954 година в Трявна. Тренира в баскетболния отбор на „Славия“ и участва в националния отбор. С него печели бронзов медал на Олимпиадата в Монреал (1976) и сребърен медал на Олимпиадата в Москва (1980).